# Grote hongersnood van 1693-1694

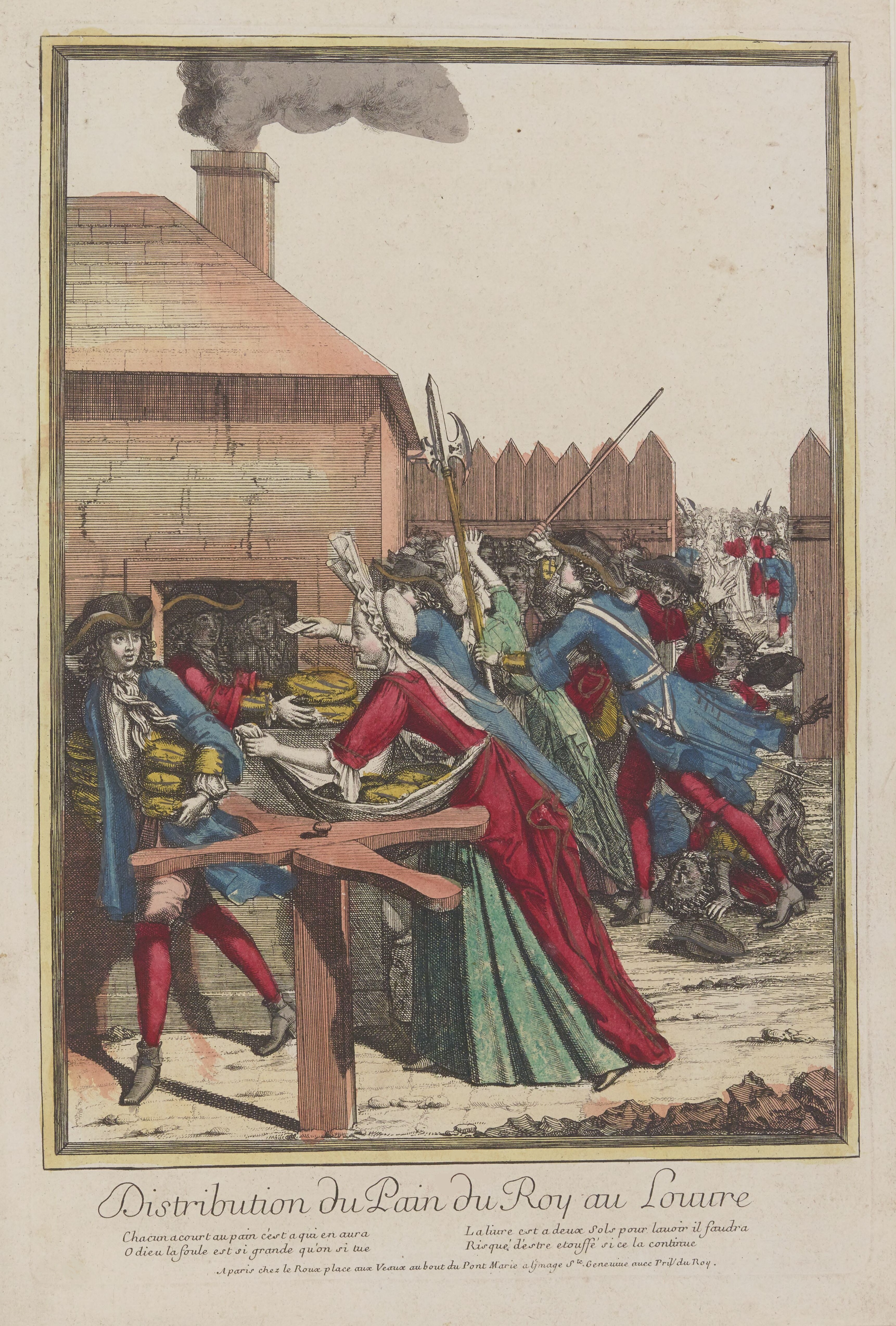
Broodbedeling door de koning aan het Louvre tijdens de hongersnood

De grote hongersnood van 1693-1694 trof het noorden en midden van Frankrijk en de Zuidelijke Nederlanden. Door misoogsten, oorlogsgeweld en epidemieën was er in de jaren 1693 en 1694 een oversterfte van ongeveer 1,5 miljoen doden.

## Verloop
Al in 1690 en 1691 kende het midden van Frankrijk slechte oogsten, een gevolg van de Kleine IJstijd. In de herfst van 1691 was de koude uitzonderlijk vroeg ingetreden en zette ook lang door in de lente van 1692. Dit leidde tot een vertraging in de plantengroei. De maanden juni en juli 1692 werden gekenmerkt door hevige regens. Dit leidde tot een uitzonderlijke misoogst. In de herfst van 1692 verdubbelde tot verviervoudigde de prijs van tarwe. Door gebrek aan zaaigoed en hevige regens konden de velden niet tijdig geploegd en ingezaaid worden. Bovendien werd er oorlog gevoerd in de Zuidelijke Nederlanden. De Franse koning Lodewijk XIV was in 1689 de Spaanse Nederlanden binnengevallen. De zware belastingen die nodig waren om de oorlogvoering te financieren verstoorden de Franse economie en troffen de boerenbevolking het zwaarst. Daarnaast was de Franse economie al verstoord door de uittocht van de hugenoten na de herroeping van het Edict van Nantes in 1685.

### 1693
In mei 1693 vielen stortregens die op verschillende plaatsen wegspoelden wat in de herfst was gezaaid. Door een late koudegolf kwam de tarwe bovendien pas eind juni tot bloei. Hierop volgde een hete en droge maand augustus die het rijpen van het graan stopzette.
In de herfst van 1693 schoot de prijs van het brood de hoogte in en werd onbetaalbaar voor een meerderheid van de stedelingen. Grote voorraden graan werden opgeëist voor de strijdende legers. De nog beschikbare voorraden graan werden slechts met mondjesmaat en tegen woekerprijzen verkocht. De hongersnood sloeg toe in het noorden van Frankrijk, Vlaanderen en Henegouwen. In Haspengouw, Dauphiné en de Provence was de oogst beter maar onvoldoende om de zwaarst getroffen streken van graan te voorzien. Lodewijk XIV gaf opdracht het platteland van Henegouwen en Vlaanderen te plunderen om Parijs van voedsel te voorzien.

### 1694
De winter van 1693-1694 werd gekenmerkt door een grote sterfte in het noorden en het midden van Frankrijk en in de Spaanse Nederlanden. Langsheen de kust was de nood minder door de aanvoer van vis. Er werden drie tot vier keer meer mensen begraven dan normaal, in die mate dat er een gebrek was aan kalk om de lijken te bedekken. Ook moesten er nieuwe kerkhoven worden geopend. Er ontstonden grote benden van zwervende bedelaars. 
Het hoogtepunt van de hongersnood kwam er tussen maart en juni 1694, een uitzonderlijk droog voorjaar. Daarnaast vielen er veel doden door infecties en epidemieën. Alle huisdieren en ratten werden opgegeten en eerder begraven dieren werden opgegraven om op te eten. Uit het zwaar getroffen Auvergne kwamen verhalen van kannibalisme. De wortelen van varens en affodil, druivendraf, eikels en zelfs zagemeel werden gegeten door de hongerende bevolking. Eind juni slaagde de Duinkerkse kaper Jean Bart erin om 120 schepen met graan aan te voeren voor de hongerende Fransen.
In de herfst van 1694 was er een gebrek aan zaaigoed. Toch was de oogst van 1695 redelijk. Ook in 1695 was er nog een hogere sterfte door ziekten onder de verzwakte bevolking.

## Cijfers
In het koninkrijk Frankrijk werden er in de jaren 1693-1694 2.800.000 doden geteld, waarvan 1.800.000 in de twaalf maanden tussen augustus 1693 en juli 1994. Een normale jaarlijkse sterfte was 750.000. Dit betekent dat er in die twee jaren alleen binnen het koninkrijk Frankrijk een oversterfte was van 1.300.000 doden. Het midden van Frankrijk (Limousin en Auvergne) was het zwaarst getroffen. Dit was de laatste grote hongersnood in Frankrijk tijdens het ancien régime. 
Voor de Zuidelijke Nederlanden zijn er niet zulke cijfers maar de oversterfte daar in 1693-1694 wordt geschat op 200.000 doden. De misoogsten waren hier kleiner omdat het geteelde rogge beter bestand is tegen slecht weer dan tarwe. In Frankrijk werd bijna exclusief tarwe geteeld.
Daarnaast leidde de hongersnood ertoe dat het geboortecijfer met een factor twee tot drie daalde.